# Кукулиев, Амал Данилович
Амал Данилович Кукулиев, также известный под псевдонимом Амалдан Кукуллу (3 января 1935, Хасавюрт — 25 мая 2000, Москва), — советский и российский поэт, сказитель, фольклорист, исследователь устного эпоса горских евреев (джуури). Один из первых систематизаторов и популяризаторов горско-еврейского фольклора в советский период. Автор более десяти изданных книг — как на родном горско-еврейском языке, так и на русском.

## Биография
Амалдан Кукуллу родился в 1935 году в горско-еврейской семье в городе Хасавюрт, расположенном в Дагестане (Россия).
Отец — Данил Кукуллу — был активным участником коллективизационного движения, добровольно передал крупные приусадебные участки с виноградниками и садами в коллективное пользование. Скончался в 1970 году, похоронен в Махачкале (Дагестан, Россия).
Мать — Шура (Александра Николаевна Шубаева) — ведущая актриса, одна из основательниц первого горско-еврейского театра в Хасавюрте. Умерла в 2003 году, похоронена в городе Нетивот (Израиль).
С раннего возраста Кукуллу занимался сбором, изучением и сохранением эпических традиций горских евреев. Во время обучения на факультете журналистики Ростовского государственного университета официально обратился к теме горско-еврейского фольклора, посвятив ему дипломную работу, защищённую в 1969 году. По её результатам был рекомендован в аспирантуру Института востоковедения Академии наук СССР.
С 1955 года работал корреспондентом в различных средствах массовой информации Дагестана. Первые публикации вышли в республиканской газете «Ватан». В этот же период начал организовывать регулярные экспедиции по Кавказу с целью систематического сбора устного фольклора горских евреев в местах их традиционного проживания.
В 1962 году Амалдан Кукуллу поступил на философский факультет Дагестанского государственного университета. В следующем, 1963 году, в московском издательстве «Детский мир» вышли его первые книги для детей — «Рысь-брысь» и «Верблюжонок». В том же году в печати появился его сатирический фельетон «Козни хитрого Амала», вызвавший резкую критику со стороны официальной литературной среды за проявления формализма. Этот эпизод стал причиной отказа в приёме Кукуллу в Союз писателей Дагестана.
Также в 1963 году он перевёлся на факультет журналистики Ростовского государственного университета. В этот период активно публиковал поэтические произведения в таких изданиях, как газета «Дагестанская правда» и журнал «Дон».
В 1965 году в московском издательстве «Советский писатель» вышел его первый поэтический сборник «Выбор пути». Его стихи также публиковались в центральных газетах СССР, включая «Правду» и «Известия». В том же году Кукуллу переехал в Москву, где женился на Мире Гадалыевне Насимовой. В 1966 году у супругов родился сын.
В 1966 году в Дагестанском книжном издательстве (Махачкала) вышел поэтический сборник на горско-еврейском языке «Человек и море» (гор.-евр. Одоми ве дерьёгь). В 1968 году издательством «Дагучпедгиз» был опубликован сборник рассказов «Испытание» (гор.-евр. Синемиши).
В 1969 году Кукуллу защитил дипломную работу под названием «Татские сказки и историческая действительность по периодам (иранский период)», ставшую первой научной работой в СССР, официально признающей существование и научную ценность горско-еврейского фольклора.
В 1972 году московское издательство «Малыш» опубликовало два его сборника сказок: «Упрямый воробей» и «Расскажи мне, папа». В 1974 году в издательстве «Наука» вышел сборник сказок «Золотой сундук».
В 1978 году Амалдан Кукуллу начал издавать в Москве литературный альманах «С русской Голгофы» в формате самиздата (нелегального, неофициального издания). Содержание альманаха, включавшего философско-публицистические тексты и литературные произведения, вызвало интерес со стороны советских органов государственной безопасности. В 1983 году в его московской квартире был проведён обыск сотрудниками КГБ,  в результате которого часть собранных им фольклорных и архивных материалов была конфискована. В том же году Кукуллу был арестован и заключён в следственный изолятор Бутырской тюрьмы.
После распада Советского Союза продолжил активную литературную и издательскую деятельность. В 1991 году основал в Москве собственное независимое издательство под названием «Амалданик», через которое в том же году опубликовал два поэтических сборника: «Легенда о песне» и «Моё продолжение».
В 1995 году подготовил и выпустил сборник стихов и песен, посвящённый Мардахаю бен Овшолому (1860–1925) — одному из исторических защитников горско-еврейской общины. В 1997 году вышла составленная им многоязычная антология пословиц и поговорок горских евреев под названием «Эхо минувших и зов грядущих эпох».
Амалдан Кукуллу скончался 25 мая 2000 года в Москве. Похоронен на Востряковском кладбище.